# Ďurková (Berg)
Die Ďurková ist ein 1750 m n.m. hoher Berg in der Niederen Tatra. Er befindet sich am Hauptkamm des Gebirges zwischen den Bergen Zámostská hoľa (1630 m n.m.) westlich und Chabenec (1955 m n.m.) östlich von Ďurková, im Ďumbierske Tatry genannten Teil der Niederen Tatra, und ist Teil des slowakischen Nationalparks Niedere Tatra. Der Gipfel ist zwischen den Gemeinden Jasenie (Okres Brezno, Banskobystrický kraj) und Partizánska Ľupča (Okres Liptovský Mikuláš, Žilinský kraj) geteilt, die nächsten Siedlungen sind Magurka und Železnô (beide zu Partizánska Ľupča) in nordwestlicher Richtung.
Der felsige und wenig auffällige Berg befindet sich in dem aus Granit bestehenden Teil des Gebirges. 

## Tourismus
Über den Gipfel passiert ein rot markierter Wanderweg zwischen dem Sattel Hiadeľské sedlo und Chopok, hier Teil des Europäischen Fernwanderwegs E8 und zugleich des slowakischen Fernwanderwegs Cesta hrdinov SNP. An einem Abzweig oberhalb des östlich gelegenen Sattels Sedlo pod Ďurkovou trifft dieser Kammweg einen grün markierten Wanderweg von Magurka heraus, mit einem kurzen Abstecher zur Schutzhütte Útulňa Ďurková und Fortführung als blau markierter Wanderweg nach Jasenie. 